# Calycomyza yepezi
Calycomyza yepezi este o specie de muște din genul Calycomyza, familia Agromyzidae, descrisă de Spencer în anul 1973.
Este endemică în Venezuela. Conform Catalogue of Life specia Calycomyza yepezi nu are subspecii cunoscute.